# Іванов Вадим Геннадійович
Вадим Геннадійович Іванов (рос. Вадим Геннадиевич Иванов, нар. 17 липня 1943, Нижній Тагіл — пом. 6 листопада 1996, Вологда) — радянський футболіст, півзахисник. По завершенні ігрової кар'єри — футбольний тренер.
Як гравець насамперед відомий виступами за клуби «Динамо» (Москва) та «Спартак» (Москва), а також національну збірну СРСР.

## Клубна кар'єра
У дорослому футболі дебютував 1960 року виступами за команду клубу «Локомотив» (Красноярськ), в якій провів два роки, взявши участь у 38 матчах чемпіонату. 
Своєю грою за цю команду привернув увагу представників тренерського штабу клубу «Динамо» (Москва), до складу якого приєднався 1962 року. Відіграв за московських динамівців наступні сім сезонів своєї ігрової кар'єри. Більшість часу, проведеного у складі московського «Динамо», був основним гравцем команди.
У 1969 році перейшов до московського «Спартака», у складі якого провів наступні три роки своєї кар'єри гравця. Граючи у складі «Спартака» також здебільшого виходив на поле в основному складі команди.
Завершив професійну ігрову кар'єру у клубі «Дніпро» (Дніпропетровськ), за команду якого виступав протягом 1972—1973 років.

## Виступи за збірну
У 1971 році дебютував в офіційних матчах у складі національної збірної СРСР, за яку провів лише одну гру — товариську зустріч проти збірної Болгарії.

## Кар'єра тренера
Розпочав тренерську кар'єру невдовзі по завершенні кар'єри гравця, 1975 року, увійшовши до тренерського штабу дніпропетровського «Дніпра». За два роки, у 1977, очолив тренерський штаб цієї команди.
Надалі очолював команди клубів «Таврія», «Сокол» (Саратов), «Динамо» (Москва) та «Динамо» (Кашира).
Останнім місцем тренерської роботи був клуб «Динамо» (Вологда), команду якого Вадим Іванов очолював як головний тренер 1994 року.
Помер 6 листопада 1996 року на 54-му році життя у місті Вологда.
| Дата       | Місто | Господарі | Результат | Гості | Турнір           | Голи | Примітки |
| ---------- | ----- | --------- | --------- | ----- | ---------------- | ---- | -------- |
| 28/04/1971 | Софія | Болгарія  | 1 – 1     | СРСР  | товариський матч | -    | 85'      |
| Усього     |       | Матчів    | 1         |       | Голів            | 0    |          |